# Рипида

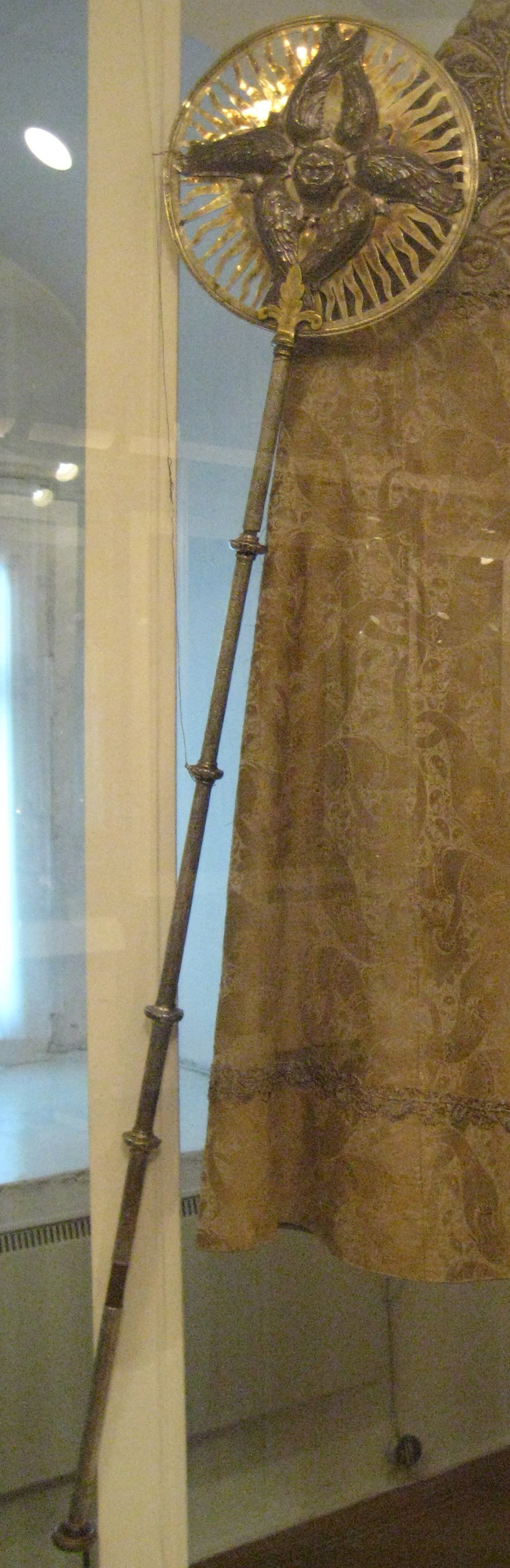
Рипида, XIX век, Псковский музей

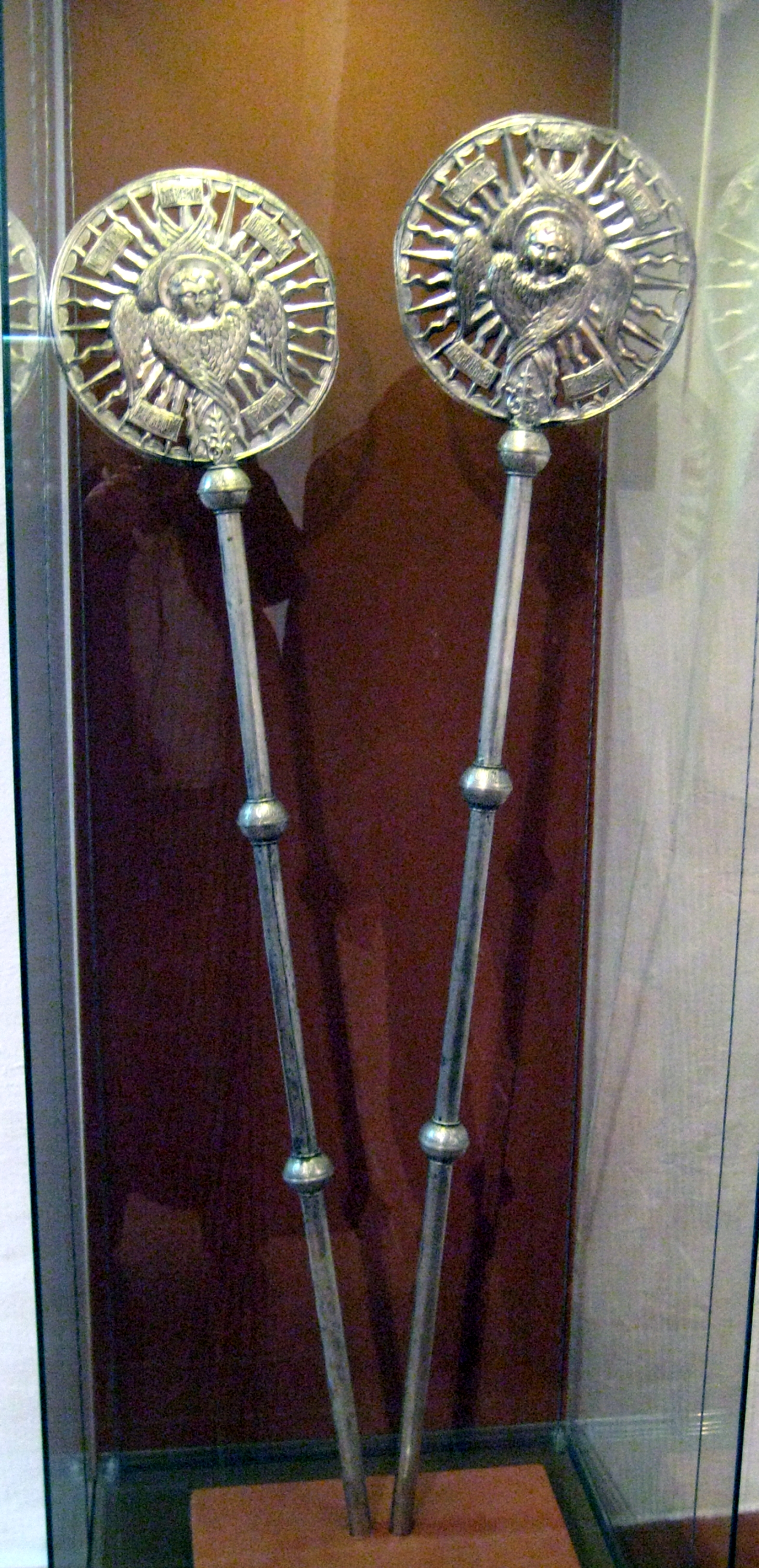
Рипиды, Кирилло-Белозерский монастырь

Рипи́да, рипи́ды (греч. ριπίδιον — опахало, веер) —  в Православной церкви, а также в Католической церкви византийского обряда богослужебная утварь в виде металлического или деревянного двустороннего изображения шестикрылого серафима в круге, в квадрате, в ромбе или в звезде на длинной рукояти.
Рипиды употреблялись при совершении таинства Евхаристии с самых древних времен. В литургических указаниях говорится, что два диакона должны держать их с обеих сторон престола.
По одной рипиде синхронно носят два иподиакона при архиерейском входе и в крестном ходе, ими осеняют воздвизаемое и читаемое на богослужении Евангелие, как и дискос с потиром на великом входе за литургией, а также — гроб почившего архиерея, мощи, иконы и другие церковные святыни в важных случаях.